# Tableau clinique
En médecine humaine ou vétérinaire, le « tableau clinique » est la liste la plus précise possible des caractéristiques, symptômes et signes d'états pathologiques cliniquement observables.
L'appréciation de ces signes se fait à l'échelle holistique de l'individu, et à l'échelle d'organes, de systèmes ou de fonctions biologiques.

Cette liste, qui forme le tableau clinique, est une des bases de la procédure de diagnostic. Elle concerne généralement l'individu mais peut inclure des éléments concernant un groupe ou une population (un troupeau, cheptel… ou une population en médecine vétérinaire), apportant des éléments d'intérêt épidémiologique (ou éco-épidémiologiques) sur la contagiosité ou des facteurs héréditaires.
Selon les maladies, le tableau est toujours le même (invariable) ou il est — pour certaines maladies — plus ou moins variable en fonction des différentes étiologies.
L'observation clinique doit donc notamment être associée à :
- l'analyse des symptômes décrits par le patient ;
- une étude rétrospective des antécédents familiaux ;
- la prise en compte d'éventuels antécédents médicaux ou liés aux traits de vie (y compris in utero avec l'évocation de risques lors de la grossesse), tels qu'exposition à un toxique, une drogue, des carences alimentaires ou à une maladie de la mère durant la grossesse, etc.) ou de facteurs de risque, diminuant par exemple le risque de confondre une surinfection avec la maladie première.

## Contenu
Il peut comprendre des symptômes de premier ordre, caractéristiques, et des symptômes moins fréquents, secondaires, ou de signes plus ou moins systématiquement associés, ou ceux de complications (majeures ou non).

Le médecin cherche aussi à apprécier la sévérité et les caractéristiques d'évolution temporelle de ces symptômes.

## Intérêt et limites
Le tableau clinique s'avère parfois pour certaines maladies difficile à établir ou à utiliser, en particulier dans le cas de maladies émergentes, de certaines maladies psychiques mal définies, de maladies allergiques, de cas asymptomatiques de maladies potentiellement graves, ou de maladies induites par une déficience immunitaire, ou encore dans le cas de pathologies multiviscérales (pouvant affecter plusieurs organes à la fois) ou multisystémiques (pouvant simultanément toucher divers systèmes) car associant de nombreux symptômes peu spécifiques (ex. : syndrome grippal, ou définition clinique du syndrome d'immunodéficience acquise).
Le diagnostic doit pour cette raison souvent être confirmé par des analyses biologiques visant par exemple à détecter la présence ou la trace sérologique de microbes ou parasites, d'anomalies génétiques, métaboliques ou fonctionnelles.

## Méthode
Le médecin par un interrogatoire précis (du patient lorsque celui-ci est en âge ou en état de s'exprimer, de son entourage, ou de témoins de symptômes) et un examen clinique fin cherche à comparer les symptômes de son patient avec ceux du tableau clinique théorique. Il peut maintenant s'appuyer sur des bases de données de maladies rares et de nombreux tests médicaux et outils d'analyses.
Certaines méthodes de diagnostic attribuent des points à certains symptômes ou antécédents médicaux ou facteurs de risque, et la somme de ces points guide le médecin pour évaluer la probabilité qu'il ait affaire à telle ou telle maladie. Dans les cas complexes ou dans le cas d'une analyse contradictoire, le diagnostic peut être réalisé par une équipe pluridisciplinaire ou par plusieurs médecins.

## Cas particuliers
Dans le cas de maladies émergentes, le tableau clinique sert aux premières définitions de cas (publiées par exemple par l'OMS pour permettre une approche épidémiologique ou écoépidémiologique homogène à échelle mondiale. Il est alors associé à une liste de facteurs de risque auxquels le patient a été exposé : par exemple revenir d'une zone d'endémie, avoir été en contact avec une malade, etc.